# Castelão (Ceará)
Estádio Plácido Aderaldo Castelo, cunoscut și drept Castelão sau Gigante da Boa Vista, este un stadion de fotbal din Fortaleza, Ceará, Brazilia, cu o capacitate de 67.037 de locuri. Stadionul a fost deschis în 1973 și este deținut de guvernul statului Ceará. El este stadionul de casă al cluburilor Ceará Sporting Club și Fortaleza Esporte Clube și va găzdui meciuri la Campionatul Mondial de Fotbal 2014. 
Numele său oficial este în cisntea lui Plácido Aderaldo Castelo, un fost guvernator al statului Ceará între 12 septembrie 1966 și 15 martie 1971, el fiind cel care a inițiat construcția arenei. 
Stadionul a fost închis pe 31 martie 2011 pentru reconstrucție, care oficial s-a terminat în decembrie 2012. Castelão was the first of 12 stadiums being built or redeveloped for the 2014 World Cup to be completed.

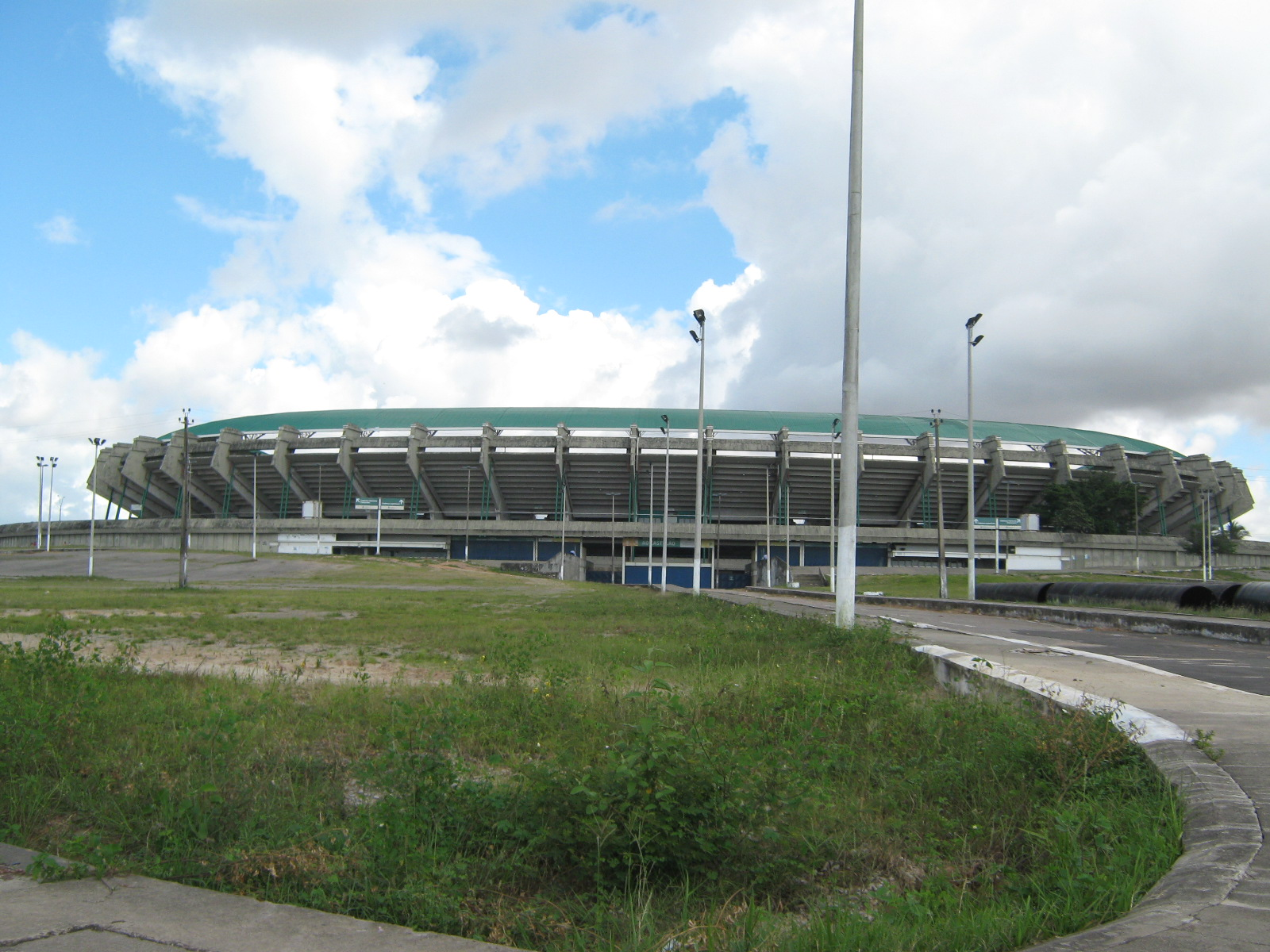
Castelão în 2009

## Cupa Confederațiilor FIFA 2013
| Data          | Ora (UTC-3) | Echipa #1 | Rezultat             | Echipa #2 | Runda      | Spectatori |
| ------------- | ----------- | --------- | -------------------- | --------- | ---------- | ---------- |
| 19 iunie 2013 | 16:00       | Brazilia  | 2-0                  | Mexic     | Grupa A    | 57,804     |
| 23 iunie 2013 | 16:00       | Nigeria   | 0-3                  | Spania    | Grupa B    | 51,263     |
| 27 iunie 2013 | 16:00       | Spania    | 0–0 prel. (7–6 pen.) | Italia    | Semifinale | 56,083     |

## Campionatul Mondial de Fotbal 2014
Castelão a fost unul din stadioanele gazdă la Campionatul Mondial de Fotbal 2014. Pe el s-au jucat următoarele meciuri:
| Data          | Ora (UTC-3) | Echipa #1     | Rezultat | Echipa #2        | Runda              | Spectatori |
| ------------- | ----------- | ------------- | -------- | ---------------- | ------------------ | ---------- |
| 14 iunie 2014 | 16:00       | Uruguay       | 1–3      | Costa Rica       | Grupa D            | 58,679     |
| 17 iunie 2014 | 16:00       | Brazilia      | 0–0      | Mexic            | Grupa A            | 60,342     |
| 21 iunie 2014 | 16:00       | Germania      | 2–2      | Ghana            | Grupa G            | 59,621     |
| 24 iunie 2014 | 17:00       | Grecia        | 2–1      | Coasta de Fildeș | Grupa C            | 59,095     |
| 29 iunie 2014 | 13:00       | Țările de Jos | 2–1      | Mexic            | Optimi de finală   | 58,817     |
| 4 iulie 2014  | 17:00       | Brazilia      | 2–1      | Columbia         | Sferturi de finală | 60,342     |

## Concerte
| Formație/artist    | Turneu                          | Spectatori | An   | Data        |
| ------------------ | ------------------------------- | ---------- | ---- | ----------- |
| Elton John         | The Diving Board Tour           |            | 2014 | February 23 |
| Beyoncé            | The Mrs. Carter Show World Tour | 37,917     | 2013 | September 8 |
| Paul McCartney     | Out There! Tour                 | 48,668     | 2013 | May 9       |
| Xuxa               | Sexto Sentido: O Xou            | 45,000     | 1996 | December 10 |
| Mamonas Assassinas | Mamonas Assassinas Tour         | 37,000     | 1995 | December 22 |
| Menudos            | Menudos Live 1985 Tour          | 70,000     | 1985 |             |